# Анри Коде
Анри Коде (на френски: Henri Codet) е френски психиатър и психоаналитик.

## Биография
Роден е през 1889 година във Франция. Оженва се за Одет Може, която също е психоаналитик. Анализиран е от Адриен Борел и е един от първите членове на Парижкото психоаналитично общество.
Коде сътрудничи на списанието „Еволюция на психиатрията“.
Умира през 1939 година при автомобилна катастрофа на 50-годишна възраст.